# Zarza-Capilla
Zarza-Capilla é um município de Espanha na comarca de La Serena, província de Badajoz, comunidade autónoma da Estremadura, de área 92 km². Em 2021 tinha 296 habitantes (densidade: 3,2 hab./km²).

## Demografia
| Variação demográfica do município entre 1991 e 2004 | Variação demográfica do município entre 1991 e 2004 | Variação demográfica do município entre 1991 e 2004 | Variação demográfica do município entre 1991 e 2004 |
| --------------------------------------------------- | --------------------------------------------------- | --------------------------------------------------- | --------------------------------------------------- |
| 1991                                                | 1996                                                | 2001                                                | 2004                                                |
| 666                                                 | 545                                                 | 484                                                 | 460                                                 |